# Saint-Pierre-sur-Doux
Saint-Pierre-sur-Doux – miejscowość i gmina we Francji, w regionie Owernia-Rodan-Alpy, w departamencie Ardèche.
Według danych na rok 1990 gminę zamieszkiwało 98 osób, a gęstość zaludnienia wynosiła 5 osób/km² (wśród 2880 gmin regionu Rodan-Alpy Saint-Pierre-sur-Doux plasuje się na 1523. miejscu pod względem liczby ludności, natomiast pod względem powierzchni na miejscu 518.).